# Eugenia rostrata
Eugenia rostrata är en myrtenväxtart som beskrevs av Otto Karl Berg. Eugenia rostrata ingår i släktet Eugenia och familjen myrtenväxter. Inga underarter finns listade i Catalogue of Life.